# Thionia ocellata
Thionia ocellata är en insektsart som beskrevs av Melichar 1906. Thionia ocellata ingår i släktet Thionia och familjen sköldstritar. Inga underarter finns listade i Catalogue of Life.